# Montemaggiore Belsito
Montemaggiore Belsito település Olaszországban, Szicília régióban, Palermo megyében. Lakosainak száma 2949 fő (2023. január 1.). Montemaggiore Belsito Aliminusa, Caccamo, Alia és Sclafani Bagni községekkel határos.

## Népesség
A település lakossága az elmúlt években az alábbi módon változott:
| Lakosok száma | 3314 | 3247 | 2949 |
|               | 2017 | 2018 | 2023 |